# Bronisław Herman
Bronisław Herman ps. „Wicher” (ur. 1894, zm. 14 kwietnia 1915 pod Sobowicami) – podporucznik Legionów Polskich, działacz niepodległościowy, kawaler Orderu Virtuti Militari.

## Życiorys
Kształcił się w C. K. Gimnazjum Arcyksiężniczki Elżbiety w Samborze, tam zdał maturę. Od 1912 był członkiem Związku Strzeleckiego, a od początku I wojny światowej służył w V baonie Legionów Józefa Piłsudskiego. Od stycznia 1915 podporucznik piechoty. W Lipnicy Murowanej został przydzielony do 2. kompanii porucznika Mikołaja Szyszłowskiego ps. „Sarmat” i objął komendę III plutonu po podporuczniku Tadeuszu Kowalskim ps. „Włodek”, który poległ 24 grudnia 1914 w bitwie pod Łowczówkiem.
W nocy z 13 na 14 kwietnia 1915 kontrolował wedety wystawione przed okopami nad Nidą w okolicy Sobowic. Zginął tragicznie 14 kwietnia o godz. 2.30, zastrzelony przez osiemnastoletniego żołnierza III plutonu Michała Palkiewicza. Został pochowany na cmentarzu w Mierzwinie.
Michał Palkiewicz (ur. 1896) został 8 listopada 1937 odznaczony Krzyżem Niepodległości.

## Ordery i odznaczenia
- Krzyż Srebrny Orderu Wojskowego Virtuti Militari nr 6473 – pośmiertnie, 17 maja 1922[8][9][10]
- Krzyż Niepodległości – pośmiertnie, 19 grudnia 1930 „za pracę w dziele odzyskania niepodległości”[11][12][13]